# Jambiya (dolk)

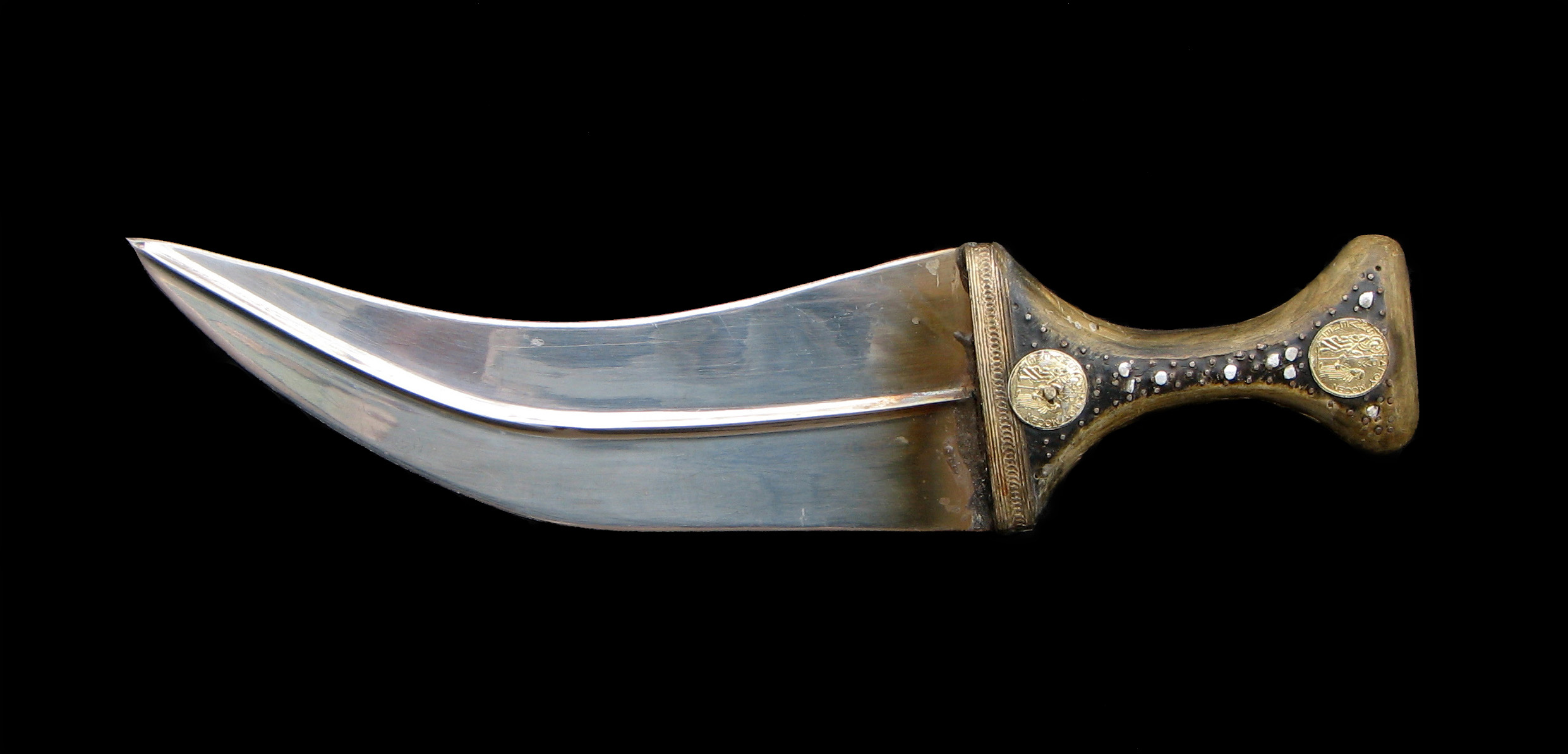
Een jambiya, het handvat is van hout

De jambiya (Arabisch: جنبية) is een Arabische dolk die door de mannelijke bevolking van Jemen gedragen wordt. Deze heeft een kort, licht gebogen, lemmet en wordt, duidelijk zichtbaar, aan een riem gedragen. In Jemen dragen de meeste mannen deze vanaf hun veertiende levensjaar.
Omdat de jambiya meer als sieraad dan als wapen gedragen wordt, hebben deze vaak een rijkelijk versierd heft. De versiering van het heft is sterk statusbepalend voor de drager.
Jambiya's worden ook in traditionele dansen gebruikt, waarbij de dansers de dolk in hun hand houden. Dit gebeurt bijvoorbeeld tijdens bruiloften.